# Diego Armando Maradona Stadion
A Diego Armando Maradona Stadion  (korábban San Paolo Stadion) egy olasz labdarúgó-stadion Nápolyban. Az 1959-ben megnyitott stadion Olaszország 3. legnagyobb stadionja, a milánói San Siro és a fővárosi Stadio Olimpico után. 1989-ben felújításon ment keresztül, az 1990-es labdarúgó-világbajnokságra. A létesítményben többször is játszott az olasz válogatott, jelenleg az SSC Napoli hazai stadionja.

## 1990-es világbajnokság
A torna mérkőzéseiből ötöt játszottak itt:
- Argentína - Szovjetunió (B csoport)
- Argentína - Románia (B csoport)
- Kamerun - Kolumbia (Nyolcaddöntő)
- Anglia - Kamerun (Negyeddöntő)
- Argentína - Olaszország (Elődöntő)

Érdekesség, hogy az elődöntőben a házigazda olaszokat, az argentin válogatott győzte le tizenegyesekkel, ahol az utolsó előtti büntetőt az a Diego Maradona lőtte, aki a stadiont bérlő klubcsapatban a Napoliban játszotta karrierje nagy részét. Maradona kérte a drukkereket, hogy Argentínának szurkoljanak. A szurkolók az egyik kanyarban egy transzpanenst feszítettek ki, amin az állt, hogy: "Maradona, Nápoly szeret téged, de Olaszország a hazánk". Ez volt, az egyetlen mérkőzés a tornán, ahol az argentin himnuszt nem gúnyolták ki.[forrás?]

## Átnevezés
Diego Maradona halálát követően 2020 decemberében egykori játékosának tiszteletére a városvezetés és a klub Stadio Diego Armando Maradona névre változtatta a csapat stadionját.

## Lásd még
- Nápoly
- SSC Napoli